# Oriente Moderno
Oriente Moderno è una rivista italiana di orientalistica riguardante l'area vicino-orientale moderna e contemporanea.

## Storia editoriale
Edita fin dal 1921 a Roma dall'Istituto per l'Oriente (poi diventato Istituto per l'Oriente Carlo Alfonso Nallino), la rivista fu diretta fino all'anno della sua morte (1938) dal prof. Carlo Alfonso Nallino, titolare presso l'Università degli studi di Roma "La Sapienza" della cattedra di "Lingua e letteratura araba", che dell'Istituto era stato, insieme al senatore Amedeo Giannini, uno dei fondatori.
La rivista fu poi diretta dal professor Ettore Rossi, titolare a Roma della cattedra di "Lingua e letteratura turca" e, dopo la sua morte nel 1955, dal professor Paolo Minganti, ordinario a Roma di "Lingua e Letteratura Araba".
Dopo la scomparsa di Minganti nel 1978 Oriente Moderno fu diretta dal professor Gianroberto Scarcia, ordinario di Lingua e Letteratura persiana presso l'Università "Ca' Foscari" di Venezia, quindi dal professor Giovanni Oman, ordinario di "Lingua e Letteratura Araba" nell'allora Istituto Universitario Orientale di Napoli. Dal 1995 è diretta dal prof. Claudio Lo Jacono, ordinario di "Storia del Vicino Oriente islamico" presso l'Università degli Studi di Napoli "L'Orientale".
La rivista ha mantenuto fino al 1980 una cadenza mensile e una strutturazione in una Sezione Storico-Politica, una Sezione Economica e una Sezione Culturale, oltre a una "Cronologia" che aveva lo scopo precipuo di identificare sulla stampa in lingua locale le notizie più rilevanti sotto il profilo storico, istituzionale, economico, sociale e culturale dei singoli paesi del Vicino Oriente arabo e islamico, ma anche cristiano ed ebraico, collazionandole poi sulla più autorevole stampa internazionale.
Dopo il 1980 Oriente Moderno è diventato una rivista quadrimestrale, poi semestrale e, ancora una volta quadrimestrale, che ospita articoli e recensioni. Sotto la direzione di Lo Jacono sono stati pubblicati dal 1995 diversi numeri speciali monotematici, con contributi dei migliori studiosi a livello internazionale, in inglese, francese, tedesco e spagnolo, e con inserti più o meno ampi in lingua araba, persiana e turca moderna e ottomana.
Dal 2013 la rivista è stampata e distribuita dalla E. J. Brill di Leida (Paesi Bassi).
Oriente Moderno è inserito nelle riviste di classe A di Area 10 e dal 2015 gli articoli della rivista vengono indicizzati e riassunti da Scopus.